# Gypsy (film, 1962)
Gypsy är en amerikansk musikalfilm från 1962 i regi av Mervyn LeRoy. Filmen är baserad på Arthur Laurents musikal Gypsy från 1959, som i sin tur baserades på självbiografin Gypsy: A Memoir av Gypsy Rose Lee. I huvudrollerna ses Rosalind Russell, Natalie Wood och Karl Malden. 1993 gjordes en nyinspelning med Bette Midler.

## Rollista i urval
- Rosalind Russell - Rose Hovick
- Natalie Wood - Louise Hovick
- Karl Malden - Herbie Sommers
- Paul Wallace - Tulsa
- Suzanne Cupito - Baby June
- Ann Jillian - Dainty June
- Diane Pace - Baby Louise
- Betty Bruce - Tessie Tura
- Faith Dane - Mazeppa
- Roxanne Arlen - Electra
- Harvey Korman - Gypsys pressagent
- Jack Benny - sig själv

## Musikalnummer
1. Overture – instrumental
2. "Small World" – Rose
3. "Some People" – Rose
4. "Baby June and Her Newsboys" – Baby June, kör
5. "Mr. Goldstone, I Love You" – Rose och kör
6. "Little Lamb" – Louise
7. "You'll Never Get Away From Me" – Rose, Herbie
8. "Dainty June and Her Farmboys" – Dainty June, kör
9. "If Mama Was Married" – June, Louise
10. "All I Need Is the Girl" – Tulsa
11. "Everything's Coming Up Roses" – Rose
12. "Together Wherever We Go" – Rose, Herbie, Louise
13. "You Gotta Have a Gimmick" – Tessie Tura, Mazeppa, Electra
14. "Small World" (Reprise) – Rose
15. "Let Me Entertain You" – Louise
16. "Rose's Turn" – Rose